# Puente de Itero

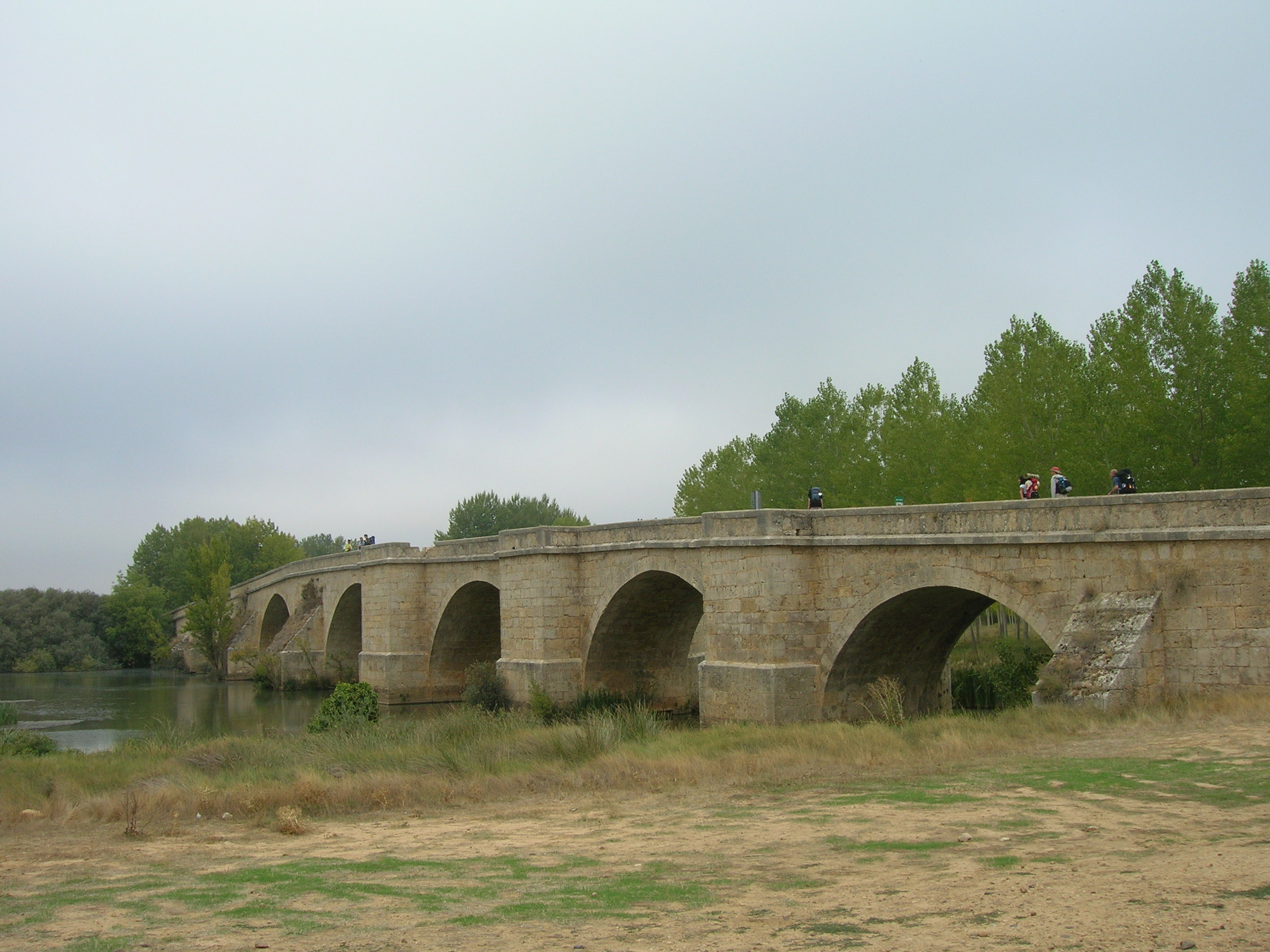
Puente de Itero

Puente de Itero ist eine Brücke am Jakobsweg. Sie überbrückt den Río Pisuerga und verbindet die Provinzen Burgos und Palencia der Autonomen Gemeinschaft Kastilien-León. 
Die Brücke wurde auf Anordnung Alfons VI. gebaut. Die elfbogige Brücke aus dem 11. Jahrhundert lässt nach baulicher Umgestaltung im 17. Jahrhundert die ursprünglich romanische Form nicht mehr vermuten. 
Der Name der Brücke stammt – wie der der benachbarten Dörfer Itero del Castillo und Itero de la Vega – aus der früheren Grenzlage am Rand der Grafschaft Kastilien. Itero kommt von Hito, dt. Grenzstein, das wiederum auf lateinisch petra ficta – in den Boden gerammter (Grenz-)Stein zurückgeht. Während also am östlichen Ufer des Pisuerga die Grafschaft Kastilien endete, betrat der Reisende mit dem westlichen Ufer die Tierra de Campos. In der Crónica Albeldense wird diese Landschaft als Campi Gothorum – Gotische Felder bezeichnet. Die Erwähnung der Brücke als Ponte de la Mulla durch Domenico Laffi, einen italienischen Geistlichen und Pilger des 17. Jahrhunderts, führt Bravo Lozano über muga bzw. muria – ein Haufen Steine wieder auf die schon erwähnte Grenzmarkierung zurück.
Nahe der Brücke befindet sich eine Pilgerherberge in der ehemaligen Einsiedelei Ermita de San Nicolás, die zuvor Kirche des Pilgerhospizes aus dem 12. Jahrhundert war. Der Wiederaufbau der in Ruinen liegenden Einsiedelei geht auf die italienische Jakobusgesellschaft Cofraternità di San Jacopo di Compostella di Perugia zurück, die auch für den Betrieb der Herberge in den Sommermonaten verantwortlich zeichnet (winters geschlossen).